# 冰镐

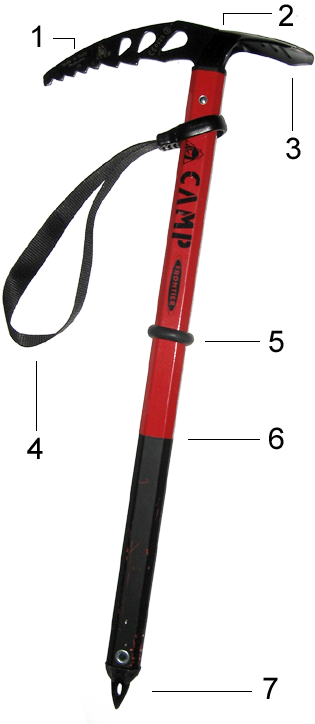
冰镐
1 – 镐尖
2 – 镐头
3 – 铲头；此部位如為錘頭，稱為冰錘
4 – 腕带
5 – 腕带扣
6 – 带有橡胶把手的镐柄
7 – 柄尖

冰镐或稱破冰斧，鋤如換為錘頭，則稱為冰錘，是一种在登山或者攀冰时使用的一种多用途冰雪工具。在登山时，根据地形的不同，冰镐会有多种不同的使用方法。在雪线以下，可以手持镐头中部，镐尖朝后，当作手杖使用；在冰雪坡行走中，可以帮助攀登者保持平衡；在冰壁和混合地形中，经过改进的冰镐可以当作攀登的支点使用。冰镐因款式和用途不同，使得镐尖形状、镐柄弯曲程度等都有所不同。大体上可分为长冰镐和短冰镐两种。
　